# Arne Dankers
Arne Dankers (* 1. června 1980 Calgary, Alberta) je bývalý kanadský rychlobruslař.
Na juniorském šampionátu startoval poprvé v roce 1997 (33. místo), ve Světovém poháru debutoval na začátku roku 2001. Prvního seniorského světového šampionátu se zúčastnil roku 2003, kdy skončil v závodě na 5000 m na Mistrovství světa na jednotlivých tratích dvacátý. O rok později poprvé startoval na Mistrovství světa ve víceboji (15. místo). Na Zimních olympijských hrách 2006 pomohl kanadskému týmu vybojovat stříbrnou medaili ve stíhacím závodě družstev, v individuálních závodech byl nejlépe pátý na 5000 m (dále devátý na 10 000 m a sedmnáctý na 1500 m). Nejlepších umístění v individuálních závodech dosáhl na MS 2007, kde na distancích 5 km a 10 km skončil shodně čtvrtý; jako člen kanadského týmu na tomto šampionátu také získal stříbrnou medaili v závodě družstev. Poslední závody absolvoval na podzim 2008.